# Meyerophytum
Meyerophytum là chi thực vật có hoa trong họ Aizoaceae.